# Sangrave
Sangrave è uno dei quattro comuni del dipartimento di Maghta-Lahjar, situato nella regione di Brakna in Mauritania. Contava 14.303 abitanti nel censimento della popolazione del 2000.